# Hapoel Haifa BC
Hapoel Haifa (Hebreeuws: הפועל חיפה) is een professionele basketbalclub uit Haifa, Israël. De club komt uit in de Israeli Super League (De hoogste divisie van het Israëlische basketbal), en de Israeli State Cup.

## Geschiedenis
Hapoel Haifa werd opgericht in 1930. Ze spelen hun thuiswedstrijden in de Romema Arena. Hapoel betekent de arbeider in het Hebreeuws. De Hapoelclubs zijn traditioneel verbonden aan de algemene vakbond (Histadroet). Alle teams gebruiken rood (eventueel met combinaties) als huiskleur. In 1962 werden ze tweede om het landskampioenschap achter Maccabi Tel Aviv.

## Erelijst
- Landskampioen Israël: 
  - Tweede: 1962 (1)

## Bekende (oud)-coaches
- Danny Franco
- Pini Gershon
- Rami Hadar
- Elad Hasin
- Brad Greenberg

## Bekende (oud)-spelers
| - Shimon Amsalem - - Stanley Brundy - - Cory Carr - Adi Gordon - Marvin Clark - LaMarcus Reed - Jackson Stormo |